# 合奏 (維梅爾)
《合奏》（荷蘭語：Het concert），是十七世紀荷蘭畫家楊·維梅爾的作品。畫作以描繪一個男人和兩個女人進行演奏而作為主題，原畫曾由美國波士頓的伊莎貝拉史都華嘉納藝術博物館收藏，但在1990年3月18日的盜竊事件中失蹤，至今未被尋回，截至2015年，這幅作品的價值為2.5億美元。

## 背景
《合奏》的創作時間可追溯到1660年代中期，但在1780年中才首次被記錄於此作品相關的資訊。1892年，來自美國的藝術收藏家伊莎貝拉·斯圖爾特·加德納在巴黎的拍賣會上以5000美元的價格購買這幅作品，隨後則開始於伊莎貝拉嘉納藝術博物館進行展示。
1990年3月18日，兩名未知身份的男子偽裝成警察，從博物館偷走了13件作品，其中包括《音樂會》。直到今天這幅畫依然沒被找回。它被認為是目前未尋回最有價值的藝術作品之一，價值估計為2.5億美元。

## 作品描述
《合奏》的尺寸為28.5x25.5英寸（72.5 x 64.7 厘米），展示了坐在大鍵琴旁的年輕女子、彈奏琵琶的男士和一位正在唱歌的女士三人共同演唱的情景。大鍵琴的翻蓋飾有著阿卡迪亞的風景；其明亮的色彩與左右牆上掛著的兩幅畫形成鮮明對比。而三名音樂家精巧的服裝和奢華的環境，顯示他們為當時的上流人士。
在背景中的兩幅畫作中，右邊的一幅是迪爾克·范·巴布倫於1622年的作品《採購員》，當時此作品是屬維梅爾的岳母瑪麗亞·廷斯所有。而這幅作品在《坐在維金納琴旁的年輕女子》也有出現。而左邊的畫作則是野性的田園風景，風景畫也是荷蘭黃金時代繪畫中運用的主題，而大鍵琴翻蓋飾的寧靜場景與則與牆上的風景形成明顯的對比。.

## 其他
甚至上在實際搶劫之前，這幅畫曾在1964年由亞弗列·希治閣執導的《希區柯克懸念故事集》中，名為《從現在開始的十分鐘》的故事出現，並在當中成為被偷竊的目標。另外在特蕾西·舍瓦利耶的歷史小說《戴珍珠耳環的少女》中，維米爾在繪製《戴珍珠耳環的少女》的同時也畫了《合奏》，這一事件也在2003年的改編電影則有所描繪。